# 港九各界同胞反對港英迫害鬥爭委員會

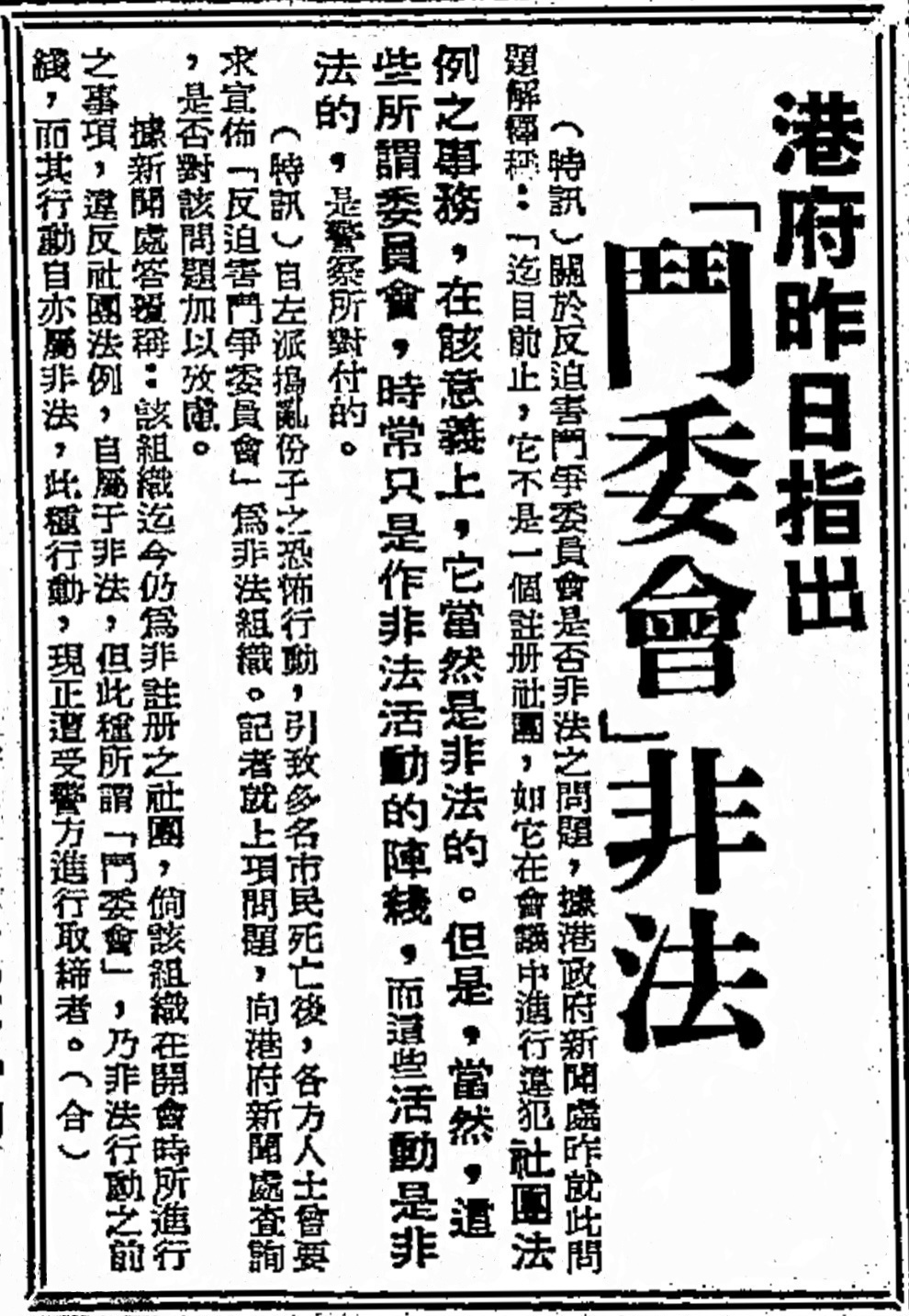
《華僑日報》在1967年9月12日，刊登香港政府回覆記者查詢從事恐怖活動並引致多名香港市民喪生的「鬥委會」是否非法組織，香港政府新聞處表示「鬥委會」並非註冊社團，它只是一個從事非法活動的陣線，所謂「鬥委會」自屬於非法組織，也是香港警方所取締的

港九各界同胞反對港英迫害鬥爭委員會，簡稱各界鬥委會、鬥委會，於1967年5月在香港組成，是一個在六七暴動中發動港共團體以城市恐怖主義手段顛覆英屬香港政府的非法組織，鬥委會的發起及實際指揮者是當時以新華社香港分社運作的香港工委，該組織獲得中國共產黨支持，鬥委會的主任委員則由時任香港工聯會理事長楊光出任，鬥委會在當年的暴動中組織左派人士發起暴亂及進行武鬥，並且發動連串炸彈襲擊企圖鬥垮香港政府，其發起的恐怖活動造成多名香港市民傷亡。

## 組成

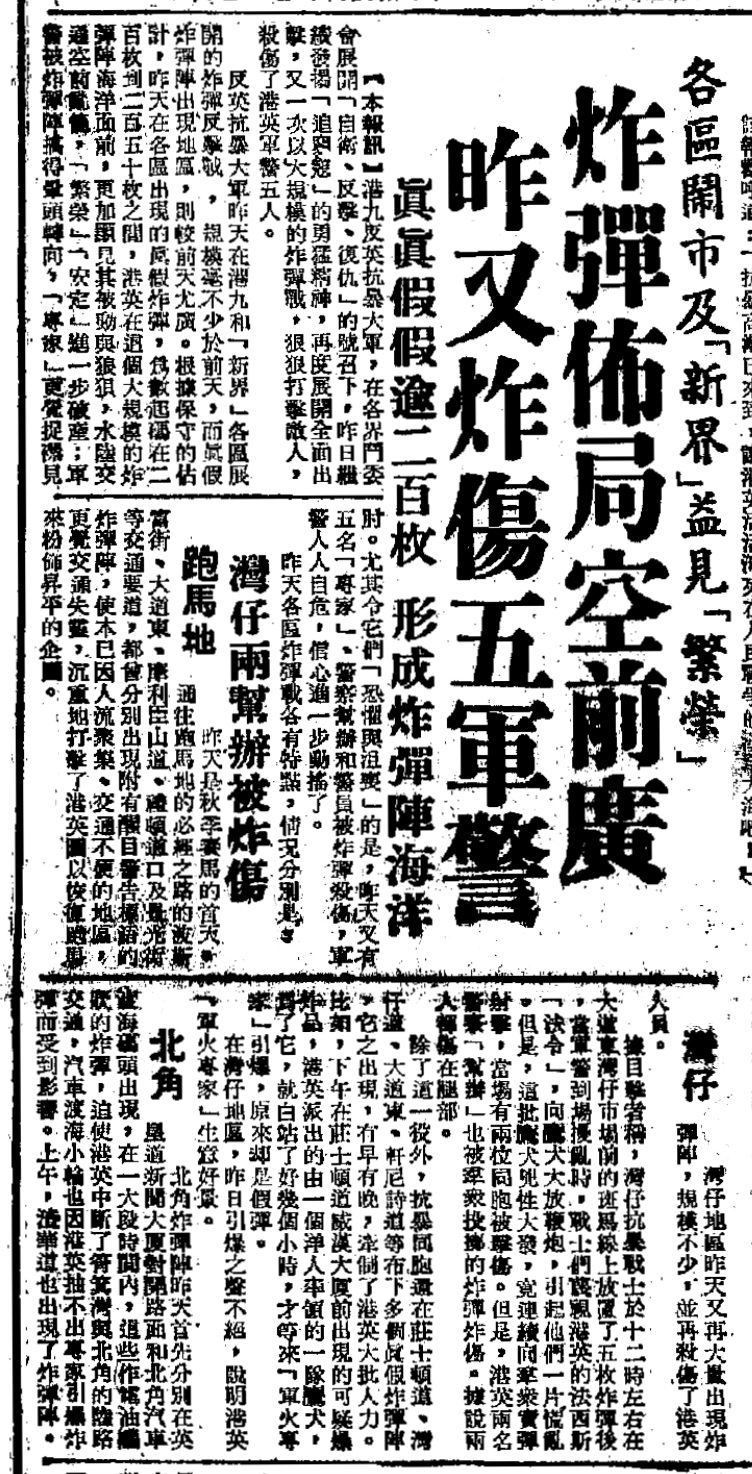
《大公報》在1967年10月15日向其讀者匯報，昨日在各界鬥委會展開「自衛、反擊、復仇」的號召下，「抗暴大軍」在港九新界放擲最少200個真假炸彈，這場「炸彈反擊戰」在香港各區形成炸彈海洋，並且炸傷五個警察

1967年年初，因為先前在1966年發生的澳門一二·三事件及中國文化大革命，左派都成功奪權，香港的左派團體也蠢蠢欲動謀劃將文革引燃到香港，左派社團開始向左派民眾散發《毛語錄》及灌輸左派鬥爭思想，伺機發起暴動，企圖將澳門的一二·三事件複製到香港，迫使香港政府聽命於左派團體及驅逐國民黨在香港的勢力。1967年5月11日在新蒲崗成功發起騷亂後，工聯會於5月12日召開全體理事會議，宣布立即成立「港九各業工人反對港英迫害鬥爭委員會」，簡稱「各業鬥委會」或「鬥委會」，組織左派人士在香港發起文革式的武鬥。5月16日上午，「港九各業工人反對港英迫害鬥爭委員會」在土瓜灣工聯會會所召開會議，宣布即時成立「港九各界同胞反對港英迫害鬥爭委員會」，並委出由工聯會理事長楊光為首的17人核心委員，並宣布高舉「毛澤東思想」對香港政府發起鬥爭，直至港府答應「鬥委會」包括認罪、賠禮、釋放鬥爭被捕者及嚴懲「兇手」的全部四項條件。
在建立的時程上於5月12日成立的「港九各業工人反對港英迫害鬥爭委員會」是產生「港九各界同胞反對港英迫害鬥爭委員會」的組織，將「各業工人」改作「各界同胞」是指鬥爭成員不局限於工人，而是包括地區組織、教師和學生，後者在5月16日組成後便負責統籌各種鬥爭行動，而前者的角色則完結，故此5月16日以後，簡稱「各界鬥委會」或「鬥委會」的組織都是指「港九各界同胞反對港英迫害鬥爭委員會」，但是「各業鬥委會」或「各界鬥委會」並不是在六七暴動中最早成立的「鬥委會」，香港左派團體在1967年年初與發動一二·三事件的澳門左派人士會面及總結澳門左派的成功經驗時，香港工委及新華社香港分社已決定要在香港複製澳門的鬥爭方式，並利用文化大革命的思潮鼓動親左派的民眾參與暴動，所以在5月6日新蒲崗大有街香港人造花廠剛發生工潮時，已有部分港共社團如「港九樹膠塑膠總工會」及「摩托車業職工總會」率先建立其行業的「反迫害鬥爭委員會」，這些「行業鬥委會」成立的時間比以工聯會核心成員組建的「各業鬥委會」和「各界鬥委會」更早，由於左派團體決意利用勞資糾紛擴大為政治鬥爭，所以左派工會並不太關心勞資糾紛的細節，也沒有收窄勞資分歧及達成共識的念頭，與此同時《大公報》等左派報紙就將「反華勢力」及「法西斯迫害」等政治化論調套用到香港人造花廠的工潮，將勞資糾紛渲染為政治派系和種族的對決，促使左派人士組成各自的鬥爭組織，而當「各界鬥委會」在5月16日組成後，更被認為豎起鮮明的鬥爭旗幟，於是有更多來自不同工商機關的左派人員組建自稱代表其行業或機構的「反迫害鬥爭委員會」，亦有中學師生被驅使成立「學生鬥委」及「戰鬥組」等鬥爭組織。

### 角色
5月16日成立「各界鬥委會」後，許多行業、工商機構及學校的左派人士都在「各界鬥委會」驅使及文化大革命「造反有理」的氣氛下，紛紛以其工作單位或學校為名義成立了自稱代表其工作單位或學校的「反迫害鬥爭委員會」，雖然這些自稱代表其行業、機構或學校的分支鬥爭組織被認為是以楊光領導的「各界鬥委會」為核心，但在運作上這些分支鬥爭組織與「各界鬥委會」並不一定有統屬關係。在「各界鬥委會」成立後以楊光和費彝民為首的鬥委會核心委員曾經發表要擴大鬥爭等將事態升級的言論，然而《大公報》等左派媒體卻被認為對當時的左派人士起到更大的影響力，左派人士也依賴這類左派媒體接收「各界鬥委會」的指示和鬥爭相關的資訊，而1967年正值中國文化大革命日趨激進的時期，「各界鬥委會」及左派媒體都以「毛澤東思想」為號召驅使左派人士對港府採取鬥爭行動，並由各分支鬥委會、戰鬥行動組及戰鬥隊等組織各自採取其鬥爭以至恐怖活動，故此各外圍鬥委組織並非直接聽命於「各界鬥委會」，部分左派人士亦在左派媒體的鬥爭宣傳下自我激化為極端份子，進而參與放置或投擲炸彈等恐怖活動，曾經在《大公報》及《新晚報》出任總編輯的羅孚於1993年3月亦承認自己在六七暴動中進行蠱惑人心的欺騙宣傳並為此道歉。
由於「各界鬥委會」與各分支鬥委會、戰鬥行動組及戰鬥隊等組織在運作上並不一定具有從屬關係，也不一定有為各分組織制定鬥爭行動的細節，故此「各界鬥委會」被認為是屬於引導鬥爭思想及為「各界鬥委會」的分支成員提供支援和聯繫的組織，其在暴動中並沒有發揮出作為行動總指揮部的功能。在整個領導架構中「各界鬥委會」是介乎於上層中共和下層港共社團之間的層級，「各界鬥委會」原本是負責協調新華社、港澳工委與左派組織的活動，並且將中共的意旨由北京當局傳遞給在香港的港共社團前線人員，亦即應將中共中央的指示下發給各港共團體，但根據時任國務院外事辦公室港澳組副組長吳荻舟憶述稱，在「各界鬥委會」之上還有一個由新華社香港分社副社長祁烽領導的「反迫害指揮部」，但當祁烽的「指揮部」和中國總理的意見不一致時，便不能順利傳遞中共中央的意見，在各自為政下也導致六七暴動的中後期出現失控的局面。由於「各界鬥委會」未能有效發揮其傳遞北京中共中央最高指示及指揮各分支鬥爭組織的功能，所以整個「鬥委會」被認為是一個鬆散的組織。有於1967年參與暴動者表示，鬥委會曾經要求其所屬的海員工會製造炸彈及參與真假炸彈襲擊浪潮，其工會否決了跟隨「鬥委會」發動炸彈恐襲，但組織內有部分激進份子可能會作出這類行為。各界鬥委會委員之一的吳康民在2015年稱當年的各界鬥委會主任楊光只是一面空頭旗幟，甚至可以說只是一個傀儡，楊光只是聽命於香港工委及新華社出任鬥委會主任，並未參與實際工作，徐稱在六七暴動中發生的一些慘無人道如林彬被燒死的事件，並非楊光直接指令，不排除是外圍的鬥委組織私自採取激烈行動。

### 時程
1967年5月12日，工聯會宣布即時成立「港九各業工人反對港英迫害鬥爭委員會」。
1967年5月16日，「港九各業工人反對港英迫害鬥爭委員會」號召立即成立「港九各界同胞反對港英迫害鬥爭委員會」，同日發表《港九各界同胞反對港英迫害鬥爭委員會抗議書》。
1967年5月24日《大公報》刊登鬥委會委員名單，鬥委會委員共有348人，其中17人為常務委員。
1967年9月12日，政府新聞處回應傳媒查詢時表示所謂「鬥委會」只是一個從事非法活動的陣線，屬於非法組織，警方會對所謂「鬥委會」採取執法行動。

## 成員

### 核心成員
| 姓名   | 背景身份                           | 鬥委會職位 | 現況                                                 |
| ------ | ---------------------------------- | ---------- | ---------------------------------------------------- |
| 楊光   | 工聯會理事長                       | 主任委員   | 2001年獲頒大紫荊勳章，2015年去世                     |
| 費彝民 | 《大公報》社長                     | 副主任委員 | 1988年去世                                           |
| 謝鴻惠 | 德信行經理、中華總商會會董         | 副主任委員 | 已故                                                 |
| 黃建立 | 漢華中學校長                       | 副主任委員 | 1999年獲頒金紫荊星章，2003年去世                     |
| 王寬誠 | 中華總商會副會長                   | 副主任委員 | 1986年去世                                           |
| 胡九   | 洋務工會副主席                     | 常務委員   | 已故                                                 |
| 黃燕芳 | 港九紡織染工會主席                 | 常務委員   | 2005年去世                                           |
| 伍宜   | 煤氣公司華員工會主席               | 常務委員   | 1982年去世                                           |
| 劉謙   | 摩托車工會九巴分會副主席           | 常務委員   | 1989年去世                                           |
| 郭添海 | 摩托車業工會主席                   | 常務委員   | 已故                                                 |
| 鄧全   | 太古船塢華員職工會主席             | 常務委員   | 1969年去世                                           |
| 黃富榮 | 香島中學教師                       | 常務委員   | 現任基本法推介聯席會議名譽主席，2007年獲頒銅紫荊星章 |
| 潘德聲 | 新華社副總編輯                     | 常務委員   | 已故                                                 |
| 廖一原 | 新聯電影公司董事長、中華總商會會董 | 常務委員   | 2000年獲頒銀紫荊星章，2002年去世                     |
| 任意之 | 鳳凰電影公司導演                   | 常務委員   | 1978年去世                                           |
| 陳紘   | 中國銀行副經理                     | 常務委員   | 2009年去世                                           |
| 湯秉達 | 中華總商會司庫                     | 常務委員   | 1996年去世                                           |

### 其他成員
| 姓名   | 背景身份                           | 現況                                 |
| ------ | ---------------------------------- | ------------------------------------ |
| 麥逢德 | 工聯會工人醫療所主任、勞教會主任   | 2006年去世                           |
| 吳理廣 | 香港海員工會主席                   | 1985年去世                           |
| 梁樹棟 | 港九牛奶公司華員職工會主席         |                                      |
| 陳妹   | 香港電車職工會副主席               |                                      |
| 陳錦謙 | 九龍電力公司華員職工總會主席       |                                      |
| 陳照康 | 香港電燈公司華員職工會主席         |                                      |
| 陳章   |                                    |                                      |
| 洪展   |                                    |                                      |
| 方群   |                                    |                                      |
| 吳炎   |                                    |                                      |
| 李澤添 | 鞋業職工理事長                     | 1999年獲頒大紫荊勳章，2007年去世     |
| 盧華安 | 九龍船塢勞工聯合會主席             |                                      |
| 張烈   | 工聯會秘書                         |                                      |
| 馬桂英 | 煙草業職工總會主席                 |                                      |
| 陸麟   |                                    |                                      |
| 馮海   | 港九印務職業工會主席               |                                      |
| 李耀棠 | 港九油漆業總工會理事長             |                                      |
| 黃學   | 糖果餅業工會理事長                 |                                      |
| 張恩   |                                    |                                      |
| 何炎   |                                    |                                      |
| 林珠享 | 港九惠潮手車職業工會主席           |                                      |
| 劉華   |                                    |                                      |
| 李光   |                                    |                                      |
| 劉三   | 港九打石建造業職工會主席           |                                      |
| 黃祖芬 | 中華中學校長                       | 1992年去世                           |
| 吳康民 | 培僑中學校長                       | 1998年獲頒大紫荊勳章                 |
| 馬月華 |                                    |                                      |
| 莊世平 | 南洋商業銀行董事長                 | 1997年獲頒大紫荊勳章，2007年去世     |
| 賴礽昌 |                                    |                                      |
| 洪傳滔 |                                    |                                      |
| 張學明 |                                    |                                      |
| 蔡福就 | 中國旅行社副經理                   | 2004年去世                           |
| 高卓雄 |                                    | 1987年去世                           |
| 鄧典初 |                                    | 1984年去世                           |
| 梁燦輝 |                                    | 1975年去世                           |
| 郭宜興 |                                    | 1989年去世                           |
| 孫城曾 | 中僑國貨董事長、民盟成員           |                                      |
| 郭徵甫 |                                    | 1986年去世                           |
| 蘇務滋 | 費彝民妻                           | 2002年獲頒銀紫荊星章，同年去世       |
| 阮祿安 | 黃佩球妻                           | 2002年去世                           |
| 黃堅   |                                    | 1986年去世                           |
| 方遠謀 |                                    | 1989年去世                           |
| 張振聲 |                                    |                                      |
| 邱文椿 |                                    | 2006年去世                           |
| 胡士澄 |                                    | 1975年去世                           |
| 鄭桂芬 |                                    |                                      |
| 歐陽瀚 |                                    |                                      |
| 黃佩球 |                                    | 2005年去世                           |
| 林蕃元 |                                    | 1983年去世                           |
| 邱亦山 |                                    |                                      |
| 鄭怡情 |                                    |                                      |
| 葉若林 |                                    | 2007年去世                           |
| 陳遜予 |                                    | 1982年去世                           |
| 楊鴻   |                                    |                                      |
| 黃燕清 |                                    | 1974年去世                           |
| 倪少強 |                                    | 1979年去世                           |
| 梅文鼎 |                                    | 1982年去世                           |
| 吳麟華 | 華豐國貨公司經理                   |                                      |
| 黃福俊 |                                    | 1980年去世                           |
| 丁乃答 |                                    | 1974年去世                           |
| 王國桐 |                                    | 1980年去世                           |
| 吳定舉 |                                    |                                      |
| 潘範庵 |                                    | 1978年去世                           |
| 溫康蘭 |                                    | 1983年去世                           |
| 趙耀華 |                                    |                                      |
| 郭華   |                                    |                                      |
| 楊熹   |                                    |                                      |
| 陳思齊 | 香港生豬行商會理事長               | 1977年去世                           |
| 歐陽新 |                                    |                                      |
| 劉明德 |                                    |                                      |
| 黃四   |                                    |                                      |
| 莊佐賢 |                                    | 1988年去世                           |
| 李振武 |                                    |                                      |
| 黃光炎 |                                    | 1980年去世                           |
| 徐輝星 |                                    |                                      |
| 孫良   |                                    |                                      |
| 李仰光 |                                    |                                      |
| 莊成宗 |                                    | 1969年去世                           |
| 郭錫侯 |                                    |                                      |
| 譚星   |                                    |                                      |
| 李作基 |                                    | 1990年去世                           |
| 巫晉舒 | 香港華人文員協會主席               | 1987年去世                           |
| 蔡渭衡 | 華革會秘書                         | 2011年去世                           |
| 陳丕士 | 大律師、華革會主席                 | 1989年去世                           |
| 陳君葆 | 香港大學中文系教授及華人革新會成員 | 1982年去世                           |
| 李子誦 | 文匯報社長                         | 2012年去世                           |
| 周明   |                                    |                                      |
| 楊榮光 |                                    |                                      |
| 黎裘   |                                    |                                      |
| 余成德 |                                    |                                      |
| 王德海 |                                    |                                      |
| 胡棣周 | 香港夜報社長                       | 2011年去世                           |
| 鄺拾   |                                    |                                      |
| 陳陌軍 |                                    |                                      |
| 余鴻翔 | 文匯報總經理                       |                                      |
| 周奕   | 文匯報記者                         | 《香港左派鬥爭史》作者               |
| 傅奇   | 長城電影公司演員                   | 現居加拿大                           |
| 陳才偉 |                                    |                                      |
| 吳叔同 | 中華書局香港分局董事               | 1967年8月投奔台灣                    |
| 張子宏 |                                    |                                      |
| 方志勇 |                                    |                                      |
| 黎草田 |                                    | 1994年去世                           |
| 梁以忠 |                                    |                                      |
| 李崧   |                                    |                                      |
| 吳達表 | 醫生                               | 1972年去世                           |
| 廖恩德 | 醫生                               | 1988年去世，女兒為已故全國人大廖瑤珠 |
| 徐湛星 |                                    |                                      |
| 葉淵   |                                    |                                      |
| 賀仰光 |                                    |                                      |
| 麥佐衡 |                                    | 1980年去世                           |
| 黃振英 |                                    |                                      |
| 葉啟章 |                                    |                                      |
| 沈日昌 |                                    | 2009年去世                           |
| 白潔之 | 華革會醫藥福利委員會主任           | 1985年去世                           |

## 其後演變
鬥委會不是註冊社團，故此由成立起一直是非法組織，隨著六七暴動於1967年12月下旬被平息，中國總理周恩來不再支持這場暴動，在得不到支援及內外交困下成員紛紛退出，鬥委會遂自行瓦解，加上文化大革命在1978年被中國官方定性為動亂，全面否定文革，而在香港發生的六七暴動，由於涉及大量炸彈襲擊及造成無辜市民死傷，在香港不論是官方還是民間都將六七暴動歸類為恐怖活動，中國官方也將六七暴動視為對香港及外交政策的嚴重衝擊和干擾，中國官方此後也鮮少提及六七暴動，不過當年有一批參與者，在2010年代開始公開要求撤銷當年所干犯罪行的判刑及要求將暴動改稱為起義，並且組成六七動力研究社，透過投資電影及出版書刊企圖改變當年的罪行定性。

## 外部連結
- 维基共享资源上的相關多媒體資源：港九各界同胞反對港英迫害鬥爭委員會
- 按《大公報》於6月24日刊載，鬥委會常務委員名單
- 香港「六七暴動」見證
- 反英抗暴的香港六七暴动 - 中國國際戰略研究網[永久]
- 論「鬥委會」為「非法組織」的問題 （页面存档备份，存于）
- 1967年暴動期間左派宣傳單張 - 參考編號：HKRS 94-1-7 （页面存档备份，存于）